# Circuito de Nevers Magny-Cours
O Circuito de Nevers Magny-Cours é um autódromo próximo às cidades de Nevers e Magny-Cours, na França.

## História

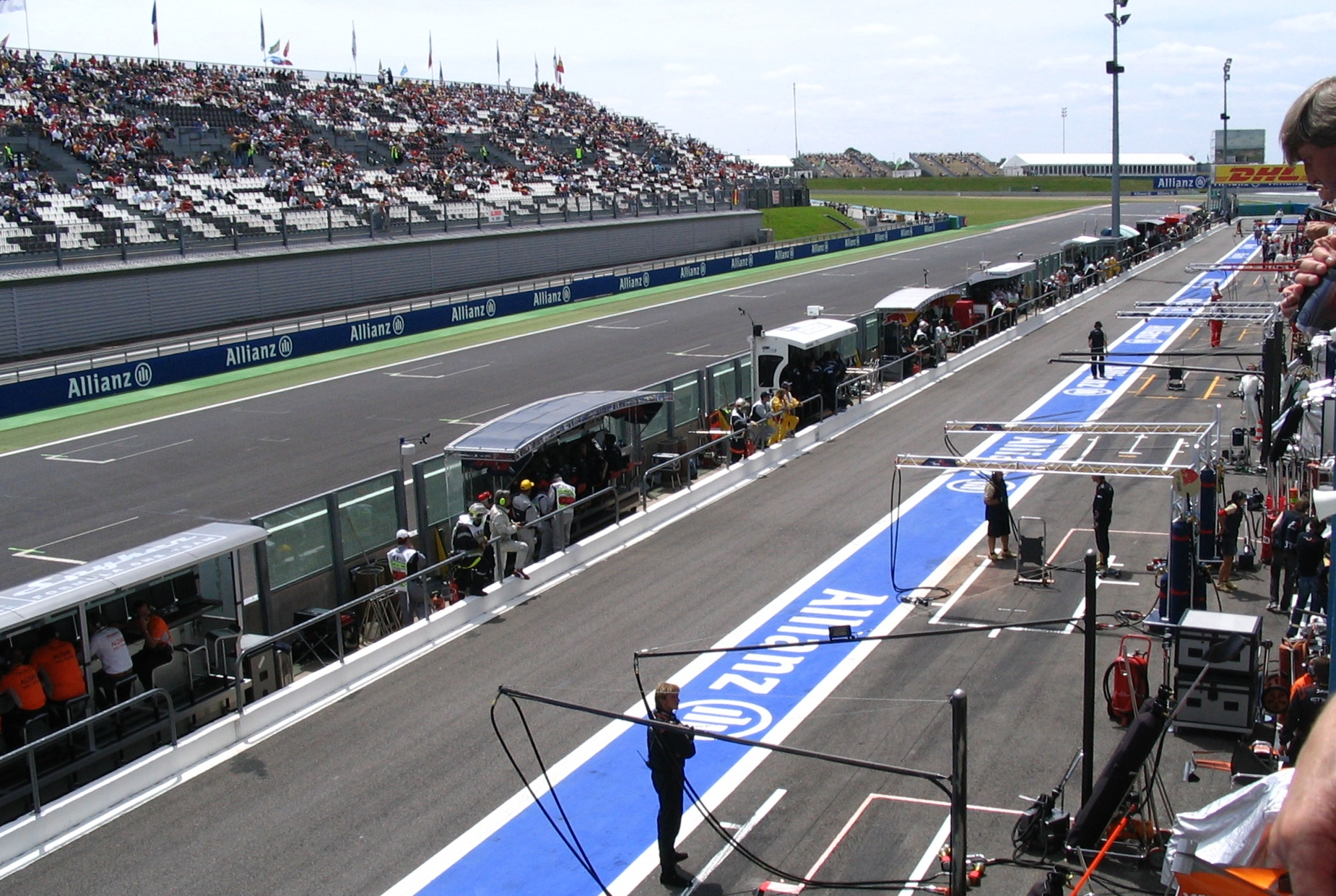
Reta principal.

O circuito foi inaugurado em 1960, esteve abandonado durante a década de 1980, até ser adquirido pelo departamento de Nièvre. De 1991 a 2008, foi a sede anual do Grande Prêmio da França de Fórmula 1, seu traçado sofreu alterações em 2003, em 2006 Michael Schumacher bate o recorde de oito vitórias no circuito. O autódromo foi retirado da temporada 2009 da categoria por problemas financeiros. Actualmente recebe uma ronda em França, a contar para a Superleague Fórmula.

## Vencedores de GPs de F1 em Magny-Cours
| Ano    | Vencedor              | Chassi/Motor       | Resumo   |
| ------ | --------------------- | ------------------ | -------- |
| 1991   | Nigel Mansell         | Williams-Renault   | Detalhes |
| 1992   | Nigel Mansell         | Williams-Renault   | Detalhes |
| 1993   | Alain Prost           | Williams-Renault   | Detalhes |
| 1994   | Michael Schumacher    | Benetton-Ford      | Detalhes |
| 1995   | Michael Schumacher    | Benetton-Renault   | Detalhes |
| 1996   | Damon Hill            | Williams-Renault   | Detalhes |
| 1997   | Michael Schumacher    | Ferrari            | Detalhes |
| 1998   | Michael Schumacher    | Ferrari            | Detalhes |
| 1999   | Heinz-Harald Frentzen | Jordan-Mugen/Honda | Detalhes |
| 2000   | David Coulthard       | McLaren-Mercedes   | Detalhes |
| 2001   | Michael Schumacher    | Ferrari            | Detalhes |
| 2002   | Michael Schumacher    | Ferrari            | Detalhes |
| 2003   | Ralf Schumacher       | Wiliams-BMW        | Detalhes |
| 2004   | Michael Schumacher    | Ferrari            | Detalhes |
| 2005   | Fernando Alonso       | Renault            | Detalhes |
| 2006   | Michael Schumacher    | Ferrari            | Detalhes |
| 2007   | Kimi Räikkönen        | Ferrari            | Detalhes |
| 2008   | Felipe Massa          | Ferrari            | Detalhes |
| Fonte: |                       |                    |          |